# ČSOB Hypoteční banka
ČSOB Hypoteční banka, a.s. (ČSOB HB) je specialista na poskytování hypotečních úvěrů fyzickým osobám.

## Historie

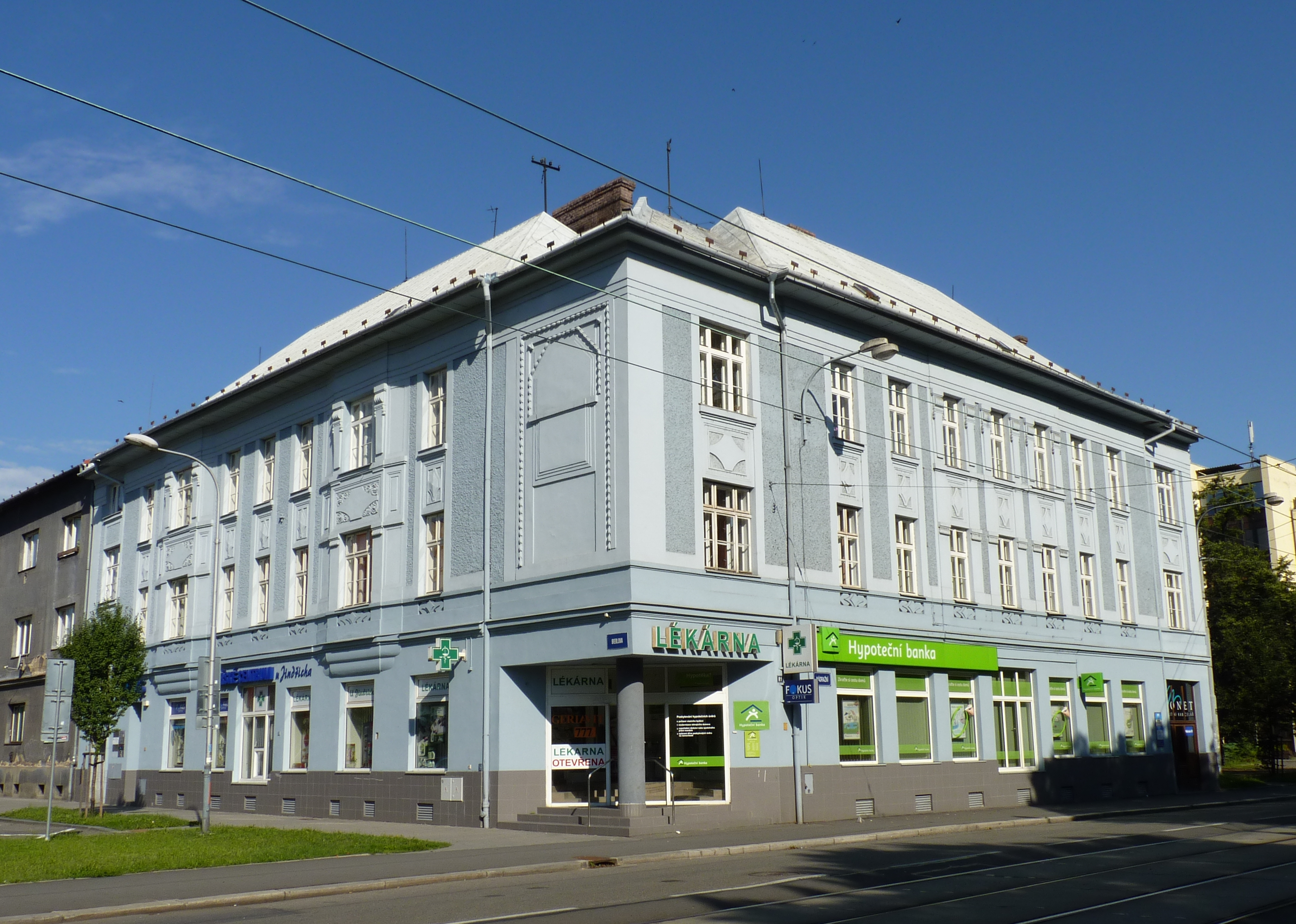
Pobočka v Ostravě

Banka vznikla 10. ledna 1991 pod názvem AGROBANKA v Hradci Králové, akciová společnost, již 1. září 1992 však změnila název na Regiobanka, akciová společnost. Původně působila jako univerzální obchodní banka regionálního charakteru. 27. prosince 1994 došlo k další změně názvu na Českomoravská hypoteční banka, akciová společnost (následně 30. července 1998 byl název ještě kosmeticky upraven na Českomoravská hypoteční banka, a.s.). V roce 1995 banka přenesla své sídlo z Hradce Králové do Prahy. V září roku 1995 banka získala oprávnění k vydávání hypotečních zástavních listů.[zdroj⁠?!] V červnu roku 2000[zdroj⁠?!] se majoritním vlastníkem stala Československá obchodní banka, a.s. (ČSOB) a od 1. ledna 2006 byl název změněn na Hypoteční banka. Od 18. června 2009 je ČSOB jediným akcionářem banky. Od 19. února 2024 nese společnost název ČSOB Hypoteční banka.

## Informace
Základní kapitál činí 5 076 331 000 Kč.
Majetkové účasti: HB vlastní[zdroj?] 9 % akcií realitní společnosti LEXXUS, které nakoupila počátkem roku 2006. Důvodem bylo rozšíření vzájemné obchodní spolupráce ve snaze nabídnout klientům komplexní nabídku služeb při výběru a nákupu jejich bydlení. Společnost LEXXUS je jedna z největších pražských realitních společností, specializovaná především na pražské, ale obecně na české, a nově také slovenské, realitní prostředí. Vznikla krátce po roce 1989 a vedle specializace na luxusní nemovitosti se od roku 2002 věnuje také novým bytovým projektům a od roku 2004 také starším nemovitostem.

## Obchodní síť
Obchodní síť tvoří skupinové pobočky ČSOB, poradenská místa a síť externích provizních prodejců.